# Новые Алды
Но́вые Алды́ (чечен. Керла Алда) — внутригородской посёлок в Шейх-Мансуровском районе города Грозного в Чеченской Республике. С запада граничит с микрорайоном Алды.

## География
Посёлок расположен на юго-западной окраине Грозного, на левом берегу реки Сунжа и на западе примыкает к Чернореченскому водохранилищу.

## История
В черте Алдов встречаются курганы и памятники I-IV вв. В 1888 году А. А. Бобринским исследовал местные древние курганы, так же им куплена так называемая «Алдынская находка» у местного жителя. 
Район возник в 1950-е годы как место компактного расселения возвращающихся из ссылки чеченцев. 
1994—2000 года
В декабре 1994 года началась Первая чеченская война. По данным на начало марта 1995 года, посёлок Новые Алды всё ещё оставался в руках боевиков.
Осенью 1999 года началась Вторая чеченская война. В начале октября 1999 года в одной из мечетей в Новых Алдах лидеры боевиков Аслан Масхадов, Зелимхан Яндарбиев и другие известные полевые командиры совершили молитву, во время которой поклялись совершить джихад.
В декабре 1999 года Алды подверглись мощному артобстрелу.
21 января 2000 года газета Коммерсантъ писала, что боевики контролируют Заводской район Грозного от посёлка Черноречье до микрорайона Алды, а между этими пригородами располагается территория, контролируемая боевиками, обороняющими Грозный.
5 февраля 2000 года в посёлке произошло массовое убийство нескольких десятков мирных жителей. Европейский суд по правам человека признал виновным в этом убийстве ОМОН ГУВД Санкт-Петербурга и Ленинградской области и ОМОН УВД Рязанской области.
После 2000 года
В апреле 2009 года началось восстановление мечети имени Шейха Мансура вместимостью до 500 человек.
В июле 2009 года в Новых Алдах открылось новое здание филиала детской городской поликлиники № 4.
23 августа 2021 года состоялось открытие новой мечети имени Шейха Мансура в микрорайоне Алды.

## Галерея
- Алды на карте Якова Штелина 1771 года.
- Панорамный вид Алды
- Чернореченское водохранилище
- Вид башни
- Вид дамбы ночью